# Phyllis Smith
Phyllis Smith (10 de julho de 1951) é uma atriz americana, mais conhecida por interpretar a personagem Phyllis Lapin-Vance na série da NBC The Office.

## Filmografia

### Cinema
| Ano  | Título                               | Papel               | Notas                                                                                  |
| ---- | ------------------------------------ | ------------------- | -------------------------------------------------------------------------------------- |
| 2006 | I Want Someone to Eat Cheese With    | Marsha              |                                                                                        |
| 2011 | Bad Teacher                          | Lynn                |                                                                                        |
| 2011 | Butter                               | Nancy               |                                                                                        |
| 2011 | Alvin and the Chipmunks: Chipwrecked | Comissária de bordo |                                                                                        |
| 2015 | Inside Out                           | Tristeza (voz)      | Prêmio Annie de Melhor Realização por Atuação de Voz em uma Produção de Longa-Metragem |
| 2015 | Riley's First Date?                  | Tristeza (voz)      | Curta-metragem                                                                         |
| 2021 | Barb and Star Go to Vista Del Mar    | Delores             |                                                                                        |
| 2024 | Inside Out 2                         | Tristeza (voz)      |                                                                                        |

### Televisão
| Ano       | Título                      | Papel                 | Notas |
| --------- | --------------------------- | --------------------- | --- |
| 2005      | Arrested Development        | Carla                 | Episódio: "The Immaculate Election" |
| 2005–2013 | The Office                  | Phyllis Vance         | Prêmio Screen Actors Guild por Melhor Desempenho de Elenco em Série de Comédia (2007–2008) Indicada - Screen Actors Guild Award por Melhor Desempenho de Elenco em Série de Comédia (2009–2013) |
| 2006      | The Office: The Accountants | Phyllis Vance         | Episódio: "Phyllis" |
| 2008      | The Office: The Outburst    | Phyllis Vance         | Episódio: "The Explanation" |
| 2013      | Trophy Wife                 | Sra. Patty Steinberg  | 3 episódios |
| 2014      | The Middle                  | Sra. Huff             | Episódio: "The Sinkhole" |
| 2016–2019 | The OA                      | Betty Broderick-Allen | 12 episódios |
| 2024      | Dream Productions           | Tristeza (voz)        | 4 episódios |

### Video Games
| Ano  | Título              | Papel   | Notas |
| ---- | ------------------- | ------- | ----- |
| 2015 | Disney Infinity 3.0 | Sadness | Voz   |

### Produção
| Ano       | Título                    | Posição                       | Notas        |
| --------- | ------------------------- | ----------------------------- | ------------ |
| 1994–1997 | Dr. Quinn, Medicine Woman | Associada de elenco           | 88 episódios |
| 1999      | Roswell                   | Associada de elenco           | 1 episódio   |
| 2000–2002 | Spin City                 | Associada de elenco           | 45 episódios |
| 2005      | Curb Your Enthusiasm      | Associada de elenco           | 10 episódios |
| 2005      | The Office                | Diretora Assistente de Elenco | 6 episódios  |